# One California Plaza
One California Plaza — небоскрёб, высотой 176 метров, расположенный в районе Банкер-Хилл, Лос-Анджелес. Башня является частью проекта «California Plaza», состоящий из башен One California Plaza и Two California Plaza. В здании располагается музей современного искусства Лос-Анджелеса, школа искусств Колберн и отель «Omni».
Строительство здания, площадью в 87,037 м², было завершено в 1985 году. Проект небоскрёба был разработан архитектором Артуром Эриксоном. Проект «California Plaza» обошёлся в 1,2 миллиарда долларов, и закончился в 1992 году, во время значительного спада на рынке недвижимости. Первоначально в башне было сдано в аренду только 30% офисных помещений. One California Plaza ниже Two California Plaza на 65 метров.
Часть расходов на строительство здания взяла на себя "Ассоциация Банкер-Хилл", получившая в пользование 4,5 гектара общественной земли.
Является 14-м по высоте зданием Лос-Анджелеса и 21-м по высоте зданием Калифорнии.